# Velyki Mosti
Velyki Mosti (Oekraïens: Великі Мости) is een stad in de oblast Lviv, in het westen van Oekraïne. In 2021 stelde de stad 6.312 inwoners.

## Geschiedenis
Tijdens de Kroon van het Poolse Koninkrijk was Mosti een koninklijk bezit, met zijn eigen starost. Het dorp zelf werd gesticht in 1472. Aan het einde van de 15e eeuw werd het geplunderd en vernietigd tijdens een inval van de Krim-Tataren. In juli 1497, tijdens de Moldavische expeditie van John I Albert, marcheerde een eenheid van de Teutoonse Ridders onder Johan van Tieffen, op aandringen van de Poolse koning, door het dorp.
Op 23 juli 1549, tijdens de periode die bekend staat als de Poolse Gouden Eeuw, kreeg Mosti stadsrechten.
Na de delingen van Polen werd Mosti een deel van Oostenrijks Galicië.
In 1846 werd in Mosti een complex van militaire kazernes gebouwd en in 1880 telde de stad bijna 4.000 inwoners.
In de Tweede Poolse Republiek was hier de Centrale Politieacademie gevestigd.
Ten tijde van de Tweede Wereldoorlog was de Joodse bevolking belangrijk voor de stad. Vanaf 29 juni 1941 werd Mosti echter bezet door de Duitsers en hielden zij de Joden gevangen in een getto en gebruikten hen als dwangarbeiders voordat ze uiteindelijk werden vermoord. Begin juli 1941 verbrandden stadsbewoners 19 joden in de synagoge. De Oekraïense politie was betrokken bij de meeste moorden op Joodse inwoners. Ondertussen hielp de stadscommandant, Johann Kroupa, meer dan 2.000 Joden bij het vervalsen van werkgunningen. Hij belandde later, als straf, in Sovjet-gevangenschap.

## Galerij

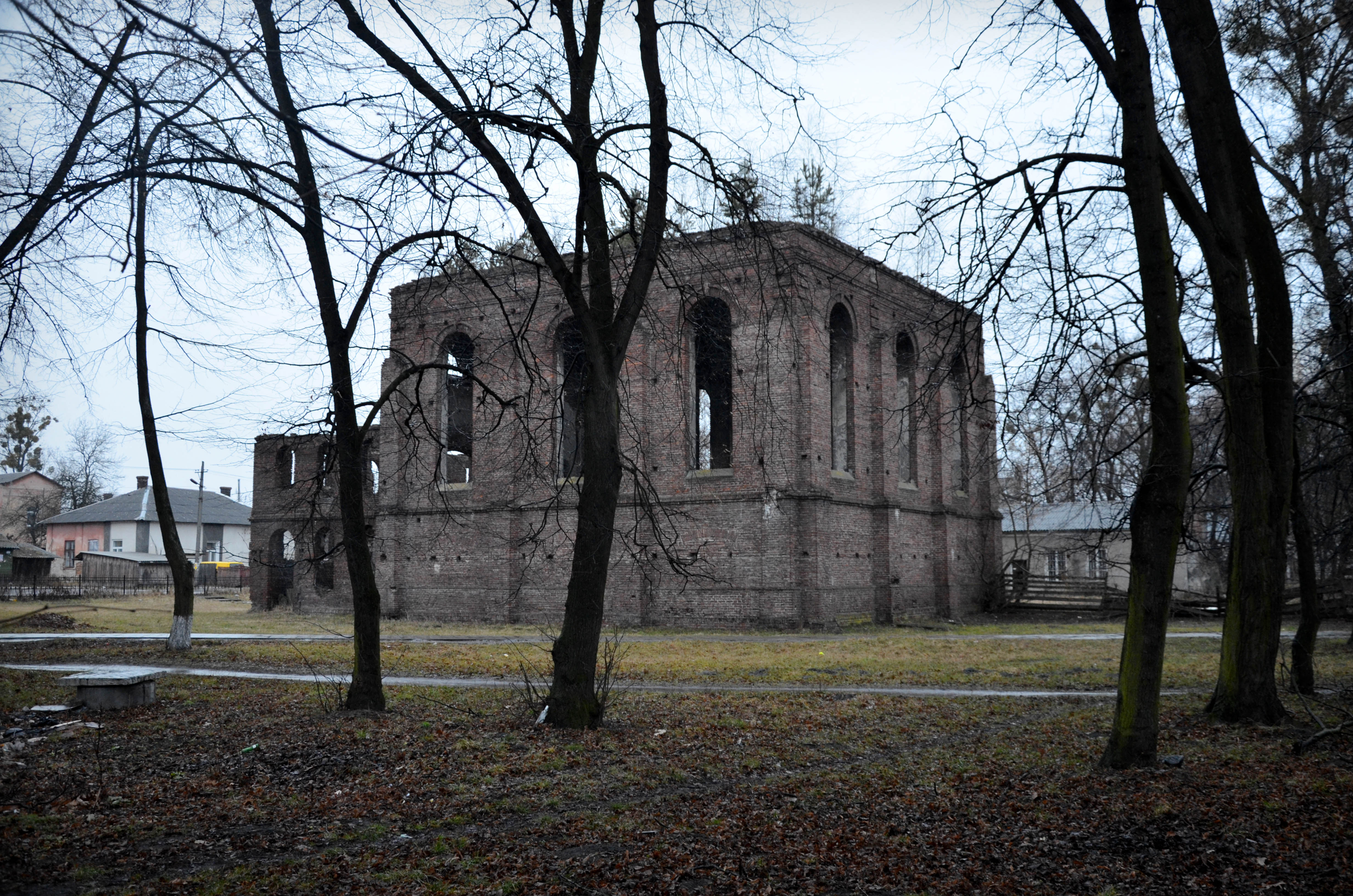
De verwoeste synagoge van Velyki Mosti.
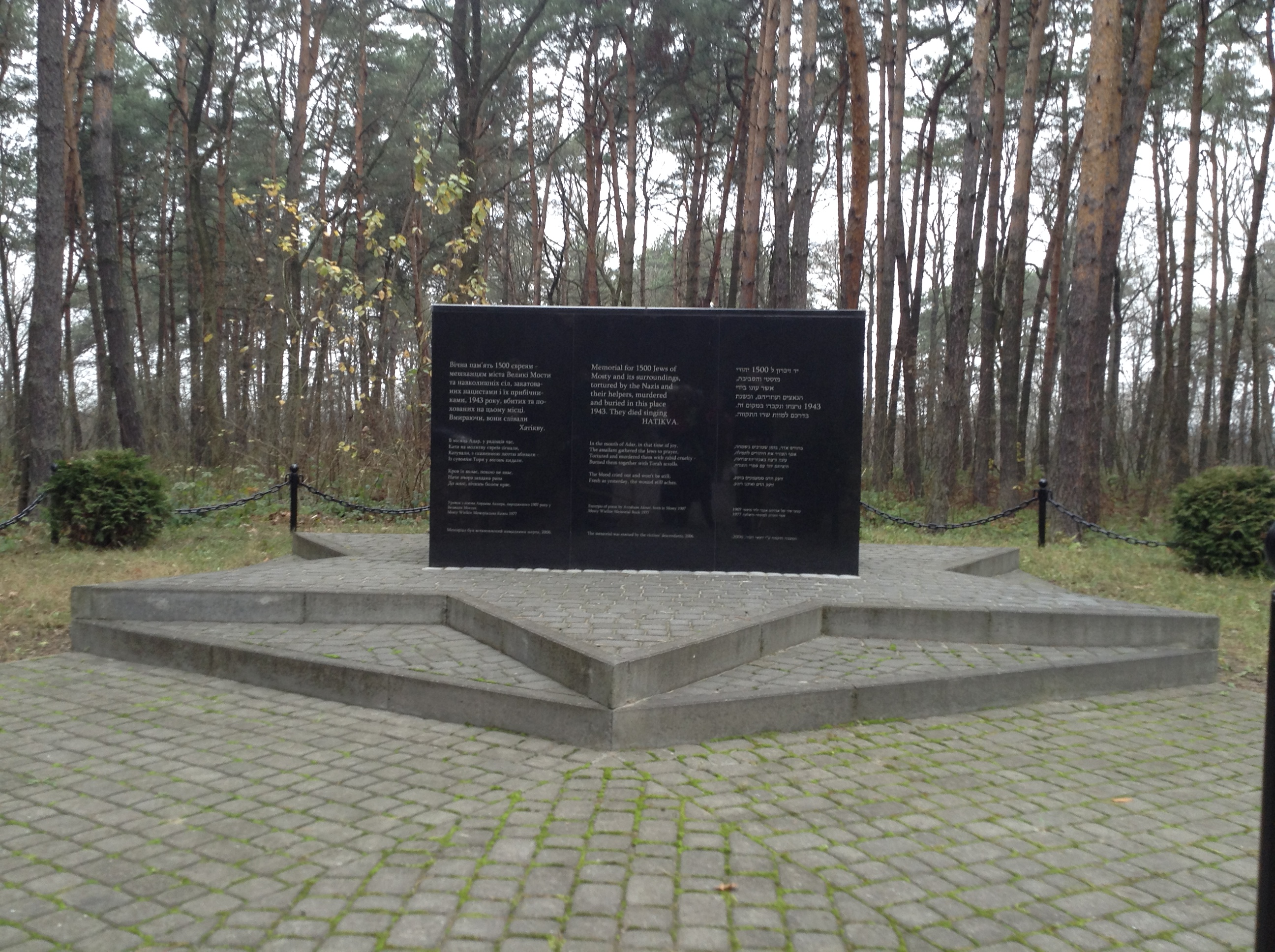
Het Holocaust-monument.
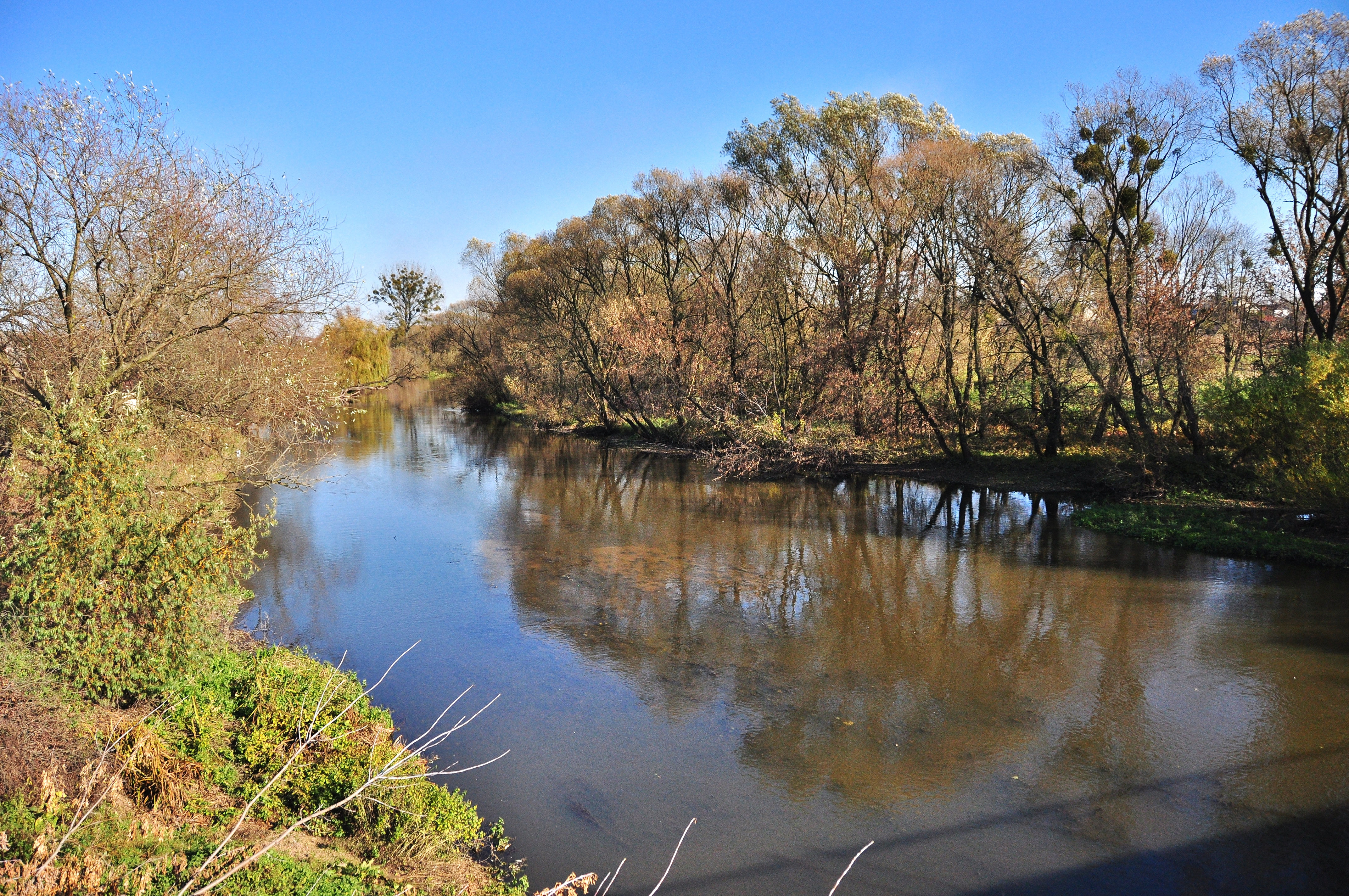
De Rata-rivier.